# 걸어서 환장 속으로
《걸어서 환장 속으로》는 2023년 1월 22일부터 2023년 9월 3일까지 KBS 2TV에서 방영중인 예능 프로그램이다.

## 기획 의도
“정말 환장하겠네” 피를 나눈 사이지만 피 터지게 싸운다. 닮은 듯 다른 스타 가족들의 좌충우돌 해외여행! 환상 혹은 환장이 될 패밀리 월드투어 <걸어서 환장 속으로>

## 방송 일정
| 방송 채널 | 방송 기간                         | 방송 시간                           | 비고      |
| --------- | --------------------------------- | ----------------------------------- | --------- |
| KBS 2TV   | 2023년 1월 22일 ~ 2023년 1월 29일 | 매주 일요일 밤 9시 20분 ~ 11시      | 정규 편성 |
| KBS 2TV   | 2023년 2월 5일 ~ 2023년 9월 3일   | 매주 일요일 밤 9시 25분 ~ 10시 55분 | 통합 편성 |
| KBS 2TV   | 2023년 1월 23일                   | 월요일 저녁 7시 30분 ~ 9시 20분     | 설 특집   |

## 진행자

### 현재 진행자
| 역대 | 진행자 | 진행자 | 진행 기간                         | 비고 |
| 역대 | 남성   | 여성   | 진행 기간                         | 비고 |
| ---- | ------ | ------ | --------------------------------- | ---- |
| 1대  | 규현   | 박나래 | 2023년 1월 22일 ~ 2023년 6월 11일 |      |

### 이전 진행자
| 역대 | 진행자 | 진행자 | 진행 기간                        | 비고 |
| 역대 | 남성   | 여성   | 진행 기간                        | 비고 |
| ---- | ------ | ------ | -------------------------------- | ---- |
| 1대  | 빈칸   | 이유리 | 2023년 1월 22일 ~ 2023년 4월 9일 |      |

### 스페셜 진행자
- 정호영 : 2023년 4월 16일
- 유세윤 : 2023년 4월 23일
- 서효림 : 2023년 5월 7일
- 서인영 : 2023년 5월 14일
- 김가연 : 2023년 5월 21일
- 주헌 (몬스타엑스) : 2023년 5월 28일
- 바다 : 2023년 6월 4일
- 송가인 : 2023년 6월 11일

## 에피소드 목록
| 순 | 방영일 (프로그램 회차)                                                                     | 여행지                  | 주제                      | 게스트                                                                       | 비고 |
| -- | ------------------------------------------------------------------------------------------ | ----------------------- | ------------------------- | ---------------------------------------------------------------------------- | ---- |
| 1  | 2023년 1월 22일 (1회) 2023년 1월 23일 (2회) 2023년 1월 29일 (3회) 2023년 2월 5일 (4회)     | 프랑스                  | 광산 김씨 패밀리          | 김승현 가족 (김언중, 김경중, 김정희, 백옥자, 김승현, 장정윤, 김승환, 김수빈) |      |
| 1  | 2023년 1월 22일 (1회) 2023년 1월 23일 (2회) 2023년 1월 29일 (3회) 2023년 2월 5일 (4회)     | 중화민국                | 서정희 3대 모녀           | 서정희, 서동주, 장복숙                                                       |      |
| 2  | 2023년 2월 12일 (5회) 2023년 2월 19일 (6회) 2023년 2월 26일 (7회)                          | 태국                    | 나태주와 6고모            | 나태주 가족 (여섯 고모)                                                      |      |
| 2  | 2023년 2월 12일 (5회) 2023년 2월 19일 (6회) 2023년 2월 26일 (7회)                          | 라오스                  | 은아 & 미르 방가네        | 고은아(방효진), 미르 (방철용) 가족 (방기순, 한성숙 부모님)                   |      |
| 3  | 2023년 3월 5일 (8회) 2023년 3월 12일 (9회) 2023년 3월 19일 (10회)                          | 일본 홋카이도           | 김지선♥김현민 결혼 20주년 | 김지선, 김현민 가족 (김지훈, 김정훈, 김성훈, 김혜선 자녀)                    |      |
| 3  | 2023년 3월 5일 (8회) 2023년 3월 12일 (9회) 2023년 3월 19일 (10회)                          | 인도네시아 발리섬       | 오나미♥박민 신혼여행      | 오나미 & 박민 부부                                                           |      |
| 4  | 2023년 3월 26일 (11회) 2023년 4월 2일 (12회) 2023년 4월 9일 (13회)                         | 괌                      | 문희준네 6가족            | 문희준 & 박소율 가족 (문희율, 문희우 자녀), 문혜리 여동생 가족               |      |
| 4  | 2023년 3월 26일 (11회) 2023년 4월 2일 (12회) 2023년 4월 9일 (13회)                         | 베트남 다낭             | 걸리버 하승진 패밀리      | 하승진 & 김화영 가족 (하지윤, 하지해 자녀), 하은주 (하동기, 권용숙 부모님)   |      |
| 5  | 2023년 4월 16일 (14회) 2023년 4월 23일 (15회) 2023년 5월 7일 (16회)                        | 태국 치앙마이           | 이연복네 미식탐구         | 이연복, 이홍윤 (아들), 정승수 (사위)                                         |      |
| 5  | 2023년 4월 16일 (14회) 2023년 4월 23일 (15회) 2023년 5월 7일 (16회)                        | 필리핀 세부             | 강남♥상화 초심찾기        | 강남 & 이상화 부부                                                           |      |
| 6  | 2023년 5월 14일 (17회) 2023년 5월 21일 (18회)                                              | 대한민국 남해군, 하동군 | 광산 김씨 패밀리          | 김승현 가족                                                                  |      |
| 6  | 2023년 5월 14일 (17회) 2023년 5월 21일 (18회) 2023년 5월 28일 (19회)                       | 싱가포르                | 필립 미나 가족여행        | 류필립, 미나 가족 (부모님)                                                   |      |
| 7  | 2023년 5월 28일 (19회) 2023년 6월 4일 (20회) 2023년 6월 11일 (21회)                        | 일본 오키나와           | 가족 칠순 여행            | 소유진 가족                                                                  |      |
| 8  | 2023년 6월 4일 (20회) 2023년 6월 11일 (21회)                                               | 대한민국 문경시         | 포레스텔라 여행           | 포레스텔라                                                                   |      |
| 9  | 2023년 7월 2일 (22회) 2023년 7월 9일 (23회) 2023년 7월 23일 (24회)                         | 대한민국 충주시         | 윌벤저스 다섯가족 총 출동 | 샘 해밍턴 가족                                                               |      |
| 9  | 2023년 7월 2일 (22회) 2023년 7월 9일 (23회) 2023년 7월 23일 (24회)                         | 일본 도쿄               | 슈주 남매                 | 규현, 은혁 남매                                                              |      |
| 10 | 2023년 7월 30일 (25회) 2023년 8월 6일 (26회) 2023년 8월 13일 (27회)                        | 말레이시아 말라카       | 배우 정은표 가족          | 정은표 & 김하얀 가족                                                         |      |
| 10 | 2023년 7월 30일 (25회) 2023년 8월 6일 (26회) 2023년 8월 13일 (27회) 2023년 8월 20일 (28회) | 이탈리아 로마           | 박나래 모녀               | 박나래 어머니와 모친 절친                                                    |      |
| 11 | 2023년 8월 20일 (28회) 2023년 8월 27일 (29회) 2023년 9월 3일 (30회)                        | 스페인 바르셀로나       | 배우 장현성 부자          | 장현성 장남                                                                  |      |

## 시청률

### 2023년
| 회차 | 방송일   | AGB 시청률     |
| 회차 | 방송일   | 대한민국(전국) |
| ---- | -------- | -------------- |
| 1    | 1월 22일 | 2.9%           |
| 2    | 1월 23일 | 6.0%           |
| 3    | 1월 29일 | 3.3%           |
| 4    | 2월 5일  | 2.7%           |
| 5    | 2월 12일 | 2.5%           |
| 6    | 2월 19일 | 2.1%           |
| 7    | 2월 26일 | 1.8%           |
| 8    | 3월 5일  | 2.4%           |
| 9    | 3월 12일 | 2.3%           |
| 10   | 3월 19일 | 2.4%           |
| 11   | 3월 26일 | 2.8%           |
| 12   | 4월 2일  | 2.3%           |
| 13   | 4월 9일  | 1.6%           |
| 14   | 4월 16일 | 2.7%           |
| 15   | 4월 23일 | 2.8%           |
| 16   | 5월 7일  | 2.4%           |
| 17   | 5월 14일 | 2.4%           |
| 18   | 5월 21일 | 2.3%           |
| 19   | 5월 28일 | 3.0%           |
| 20   | 6월 4일  | 2.9%           |
| 21   | 6월 11일 | 2.5%           |
| 22   | 7월 2일  | 2.4%           |
| 23   | 7월 9일  | 1.7%           |
| 24   | 7월 23일 | 1.6%           |
| 25   | 7월 30일 | 2.1%           |
| 26   | 8월 6일  | 1.8%           |
| 27   | 8월 13일 | 1.7%           |
| 28   | 8월 20일 | 2.5%           |
| 29   | 8월 27일 | 2.7%           |
| 30   | 9월 3일  | 2.0%           |

## 결방 및 편성 변경 안내
2023년
- 4월 30일 : 서울 페스타 2023 개막공연 편성으로 인한 결방.
- 6월 18일 ~ 6월 25일 : 《마이 리틀 히어로》 편성으로 인한 결방.
- 7월 16일 : 《9층 시사국》 편성 및 집중호우로 인한 결방.